# Norbert Aujoulat
Pour les articles homonymes, voir Aujoulat.
Norbert Aujoulat est un préhistorien français, conservateur du patrimoine, né à Brive-la-Gaillarde (Corrèze) le 3 mai 1946, et mort le 13 avril 2011 à Chancelade (Dordogne),.

## Biographie
Son principal domaine de recherche est l'art pariétal paléolithique, sans exclure d'autres thèmes et périodes, comme l'art rupestre néolithique et postérieur (Espagne, Afrique, Guyane).
Pour explorer ce domaine, il a mis en œuvre, entre autres, une instrumentation et des techniques d'imagerie adaptées à chaque contexte.
On lui doit une longue étude exhaustive de l'art de la grotte de Lascaux, peinture et gravure. Il a découvert des subtilités inconnues dans les techniques et dans le choix topologique des figures. Il a tenté de mettre en évidence l'usure naturelle du temps et l'usure rapide contemporaine due à des facteurs récents. Il attribuait l'art de Lascaux aux Solutréens.
De ses travaux, on perçoit une grande prudence qui écarte les stéréotypes et les raisonnements pro domo. Pour lui, la Préhistoire est un concept qui relève à la fois des sciences exactes et de la spéculation des sciences humaines. Il se méfie des paradigmes modernes et montre qu'il est conscient qu'une grande quantité de paramètres n'ont pas été encore relevés, ont disparu ou vont disparaître. Il n'accepte pas les a priori dans les conclusions de l'ethnologie comparée.
Sa pratique soutenue de la spéléologie lui a permis de nombreuses études typologiques, de situation et de spéléogenèse pour les cavernes du Périgord. Parallèlement, il a fait des recherches, restées non publiées, sur les cluzeaux, cavernes aménagées ou artificielles du Moyen Âge, qui peuvent être en relation avec des sites plus anciens.
Il était chargé de l'étude de l'art pariétal de la grotte Chauvet et de la grotte de Cussac.

## Parcours scientifique
Docteur en Préhistoire et Géologie du Quaternaire.

Docteur habilité à diriger des recherches.

Conservateur du Patrimoine.